# День мертвих (фільм)
День мертвих (англ. All Souls Day: Dia de los Muertos) — американський фільм жахів 2005 року.

## Сюжет
Більше 150 років тому, багатий поміщик Діаз, знайшов священний храм ацтеків, присвячений Богині Смерті, великі багатства оточували її вівтар, але Діаз захотів більшого, не тільки він не хотів ні з ким ділити знайдені скарби, а й уклав договір з богинею, яка дарувала йому вічне життя, в обмін на страшне жертвоприношення, з тих пір, душі невинно убієнних волають про помсту, особливо в ніч на 1 листопада, коли вся нечисть вилазить назовні.

## У ролях
- Маріса Рамірес — Алісія
- Тревіс Вестер — Джосс
- Ніколь Гільтц — Еріка
- Лаз Алонсо — Тайлер
- Джеффрі Комбс — Томас Вайт
- Еллі Корнелл — Сара Вайт
- Девід Кіт — шериф Бланко
- Лора Геррінґ — Мартія
- Денні Трехо — Варгас Діас
- Джулія Вера — Олета Діас
- Даніель Бурґіо — Есмеральда
- Марсей Монро — Ліллі Вайт
- Ной Люк — Рікі Вайт